# Незв'язуюча молекулярна орбіталь
Незв'язуюча молекулярна орбіталь (англ. non-bonding orbital) — молекулярна орбіталь на якій розташовуються неподілені пари електронів, що утворюється з атомних орбіталей за теорією методу МО ЛКАО. Незв'язуюча молекулярна орбіталь (НМО) не змінює порядку хімічного зв'язку. НМО при побудові діаграм молекулярних орбіталей часто позначають буквою n. Незв'язуючі молекулярні орбіталі фактично є еквівалентними у теорії МО ЛКАО до неподілених електронних пар у стуктурних формулах Льюїса. Їхній енергетичний рівень знаходиться як правило між зв'язуючими і розпушуючими МО.

## Схема утворення

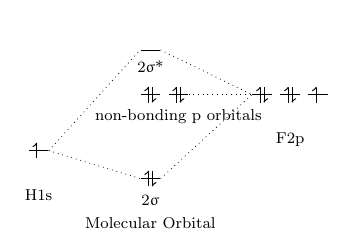
Незв'язуючі МО у молекулі фтороводню HF

За теорією методу МО ЛКАО розрахунок електронної структури молекул, заснований на наближенні, в якому молекулярні орбіталі (МО) представлені у вигляді лінійної комбінації атомних орбіталей (ЛКАО). Так у випадку фтороводню HF один атом фтору у молекулі має набагато більше електронів ніж інший. У цьому випадку лише одна 1s атомна орбіталь атома водню може комбінуватися із електронами з 2p орбіталей фтору і утворювати 2σ-зв'язок. Утворення сигма-зв'язку відбувається вздовж однієї осі і має кругову симетрію. У той же час електрони на px та py орбіталях не беруть участі у зв'язках, проте розглядаються вже як незв'язуючі молекулярні орбіталі. Енергія цих МО не залежить від довжин і видів інших зв'язків у молекулі. Таким чином по формі і енергії вони не можуть перекриватися із іншими орбіталями, що утворюють зв'язки і самим брати участь в утворенні зв'язків, тобто вони є також забороненими по симетрії.